# Den stängda trädgården
Den stängda trädgården (engelska: The Secret Garden) är en amerikansk dramafilm från 1949 i regi av Fred M. Wilcox. Filmen är baserad på Frances Hodgson Burnetts bok Den hemliga trädgården från 1911. Filmen är mestadels svartvit men innehåller en sekvens i Technicolor. I huvudrollerna ses Margaret O'Brien, Herbert Marshall och Dean Stockwell.

## Handling
Den bortskämda flickan Mary Lennox kommer från Indien till England efter att hennes föräldrar dött i en koleraepidemi. Hon får bo på ett stort gods hos den avlägsna och buttra släktingen Mr. Craven som hon aldrig träffat. Hon upptäcker snart en mystisk avstängd och övergiven del av godsets trädgård.

## Rollista
- Margaret O'Brien - Mary Lennox
- Herbert Marshall - Archibald Craven
- Dean Stockwell - Colin Craven
- Gladys Cooper - Mrs. Medlock
- Elsa Lanchester - Martha
- Brian Roper - Dickon
- Reginald Owen - Ben Weatherstaff
- Aubrey Mather - Dr. Griddlestone
- George Zucco - Dr. Fortescue
- Lowell Gilmore - brittisk officer
- Billy Bevan - Barney
- Dennis Hoey - Pitcher
- Matthew Boulton - Bromley
- Isobel Elsom - guvernanten
- Norma Varden - sköterskan

## Nyinspelningar
En nyinspelning gjordes 1987, Den hemliga trädgården och 1993 gjordes ytterligare en, med titeln Den hemlighetsfulla trädgården.